# Bjørn Helge Riise
Bjørn Helge Semundseth Riise (1983. június 21., Ålesund, Norvégia) norvég labdarúgó, aki jelenleg a Lillestrømben játszik középpályásként. Bátyja, John Arne Riise szintén labdarúgó.

## Pályafutása

### Aalesund
Riise a Hessa IL ifiakadémiáján kezdett futballozni, de profi karrierjét már az Aalesundban kezdte meg 2000-ben. Jó teljesítménye miatt a Manchester Cityvel és a Cardiff Cityvel is szóba hozták, de végül maradnia kellett, aminek nem örült. Még a visszavonulás is megfordult a fejében: "Nem tudom, mit akar tőlem az Aalesund, a visszavonulásomon gondolkodom, mert már nem okoz örömet a foci."

### Standard Liège
2003 januárjában a Standard Liège-hez igazolt, miután sikerült meggyőznie a csapat vezetőit a próbajáték során. Hároméves szerződést írt alá a belga klubbal. Mindössze 17 bajnokin kapott lehetőséget, majd kölcsönben az FC Brusselshez igazolt. Szerződése lejárta után mindenki arra számított, hogy a Brussles véglegesen is leigazolja, de nem így történt.

### Lillestrøm
2005 nyarán visszatért Norvégiába, a Lillestrøm SK igazolta le, akikkel három és fél évre szerződött le. Július 3-án, a Molde ellen debütált. 86 bajnokin játszott és 10 gólt lőtt.

### Fulham
Riise 2009. július 22-én ismeretlen összeg fejében a Fulhamhez szerződött. Hároméves szerződést írt alá a londoniakkal és a 17-es számú mezt kapta meg. Egy FK Vetra elleni Európa-liga-meccsen mutatkozott be új csapatában, a 78. percben csereként váltotta Gera Zoltánt.

## Válogatott
Riise 2006 óta tagja a norvég válogatottnak, egy Málta elleni Eb-selejtezőn debütált. A 4-0-ra megnyert mérkőzésen gólpasszt adott testvérének, John Arne Riisének. Első gólját 2007. október 17-én, Bosznia-Hercegovina ellen szerezte.

## Külső hivatkozások
- Bjørn Helge Riise pályafutásának statisztikái a Soccerbase oldalon (angolul)

- Bjørn Helge Riise adatlapja az atomfotball.no-n
- Bjørn Helge Riise adatlapja a Fulham honlapján

## Fordítás
- Ez a szócikk részben vagy egészben  a   Bjørn Helge Riise című angol Wikipédia-szócikk fordításán alapul.  Az eredeti cikk szerkesztőit annak laptörténete sorolja fel. Ez a jelzés csupán a megfogalmazás eredetét és a szerzői jogokat jelzi, nem szolgál a cikkben szereplő információk forrásmegjelöléseként.